# Dick Hauser
Dick Hauser (Amsterdam, 1952) is een Nederlands regisseur en scenarioschrijver.
Hauser volgde een opleiding tot grafisch vormgever. Hij was in 1971 samen met zijn broer Rob Hauser, Eddie B. Wahr, Gerard Atema en Thijs van der Poll oprichter van het Nederlandse Hauser Kamerorkest. Bij de vorming van de muziektheatergroep Hauser Orkater gingen ook Chris Bolczek, Jim van der Woude, de broers Alex van Warmerdam, Marc van Warmerdam en Vincent van Warmerdam en Josée van Iersel onderdeel uitmaken van het gezelschap. Deze groep die een mengeling van absurd theater, bijzondere beelden en eigenzinnige popmuziek maakte, boekte binnen en buiten Nederland grote successen.
De naam was een samentrekking van ORKest, theATER en de namen van twee van de oprichters. Na het uiteenvallen van Hauser Orkater was hij samen met onder meer Jim van der Woude, Loes Luca en Gerard Atema verbonden aan een van de opvolgers van Hauser Orkater, muziektheatergezelschap De Horde.
Nadien vervulde Hauser uiteenlopende activiteiten. Hij was docent, regisseur, schrijver, filmer, adviseur, bestuurder en coach. Hij werkte onder meer voor het Zeeland Nazomerfestival, De Kleine Komedie, Joop van den Ende, en verschillende omroepen. Tussen 1984 en 1989 was hij directeur van het Shaffy Theater.
In 2001 won Hauser de Golden Prague voor de dansfilm Men Of Good Fortune en in 2005 de John Kraaijkamp Musical Award voor de regie van De Jantjes.